# Johan t'Serclaes van Tilly
Johan t'Serclaes, graaf van Tilly (Tilly, februari 1559 - Ingolstadt, 30 april 1632) was een huurlingengeneraal die in de Dertigjarige Oorlog de troepen van de keizer van het Heilige Roomse Rijk aanvoerde. Hij gold als een van de bekwaamste veldheren van zijn tijd.

## Levensloop
Johan t'Serclaes werd geboren in het kasteel van Chantilly bij het dorpje Tilly, nu een deelgemeente van Villers-la-Ville in Waals-Brabant. Hij was de zoon van Martin t'Serclaes, heer van Montignies-sur-Sambre en van Tilly en seneschalk van de graaf van Namen. Hij studeerde bij de jezuïeten te Keulen. Hij vocht eerst in Spaanse dienst, waar hij onder Alexander Farnese deelnam aan het Beleg van Antwerpen in 1585. Hij vocht ook aan katholieke zijde in de Franse godsdienstoorlogen. Later kwam hij in keizerlijke dienst en vocht onder Giorgio Basta tijdens de Lange Oorlog tegen de Ottomanen. Daar kreeg hij de rang van veldmaarschalk.
In december 1619 werd hij in Würzburg aan het hoofd gesteld van een leger van 21.000 man voetvolk en 4.000 ruiters, gemobiliseerd door de Katholieke Liga. Met dit leger moest hij de Boheemse Opstand tegen de katholieke Habsburgers onderdrukken. Zijn glansrijkste overwinning was de eerste veldslag van de Dertigjarige Oorlog, de Slag op de Witte Berg (Bila Hora) nabij Praag in 1620.
Tezamen met Albrecht von Wallenstein behaalde hij in de daarop volgende jaren diverse successen.
In 1631 veroverde hij de stad Maagdenburg op de protestanten, waar zijn troepen een verschrikkelijk bloedbad aanrichtten. Nog hetzelfde jaar werd zijn leger in de Slag bij Breitenfeld vernietigend verslagen door Gustaaf II Adolf van Zweden. Op zijn terugtocht door Beieren raakte t'Serclaes in een gevecht zwaargewond en overleed kort daarop in Ingolstadt.
t'Serclaes van Tilly ligt opgebaard in de Genadekapel in Altötting, in een kist met doorkijkraam; Bertolt Brecht schreef hier een gedicht over.

## Beschouwing
Johan t'Serclaes gold als een vroom katholiek. Hij was niet gehuwd en leefde celibatair. Hij kreeg de bijnaam 'de geharnaste monnik'. In tegenstelling tot andere legerleiders in de Dertigjarige Oorlog was hij niet uit op persoonlijk gewin. Bij het begin van die oorlog was hij al relatief oud en veel meer ervaren dan de meeste van zijn tegenstanders.